# Poulpaphone
Le Poulpaphone est un festival de musique français créé en 2005 par la communauté d'agglomération du Boulonnais. Dans un premier temps, le festival se déroulait dans les alentours de Boulogne-sur-Mer, avant de s'installer depuis 2010 sur le site industriel de Garromanche entre Outreau et Boulogne-sur-Mer. Sa programmation se veut éclectique et accueille aussi bien des artistes rock qu'electro, reggae-dub ou encore hip-hop.

## Historique
En 2005, la communauté d'agglomération du Boulonnais décide, en lien avec le Conservatoire du Boulonnais, d'organiser un festival de musiques actuelles à destination des élèves mais aussi et plus largement à destination des jeunes de l'agglomération. Il s'agit pour le Poulpaphone d'accueillir une programmation qui se veut éclectique, en fusionnant les genres et en faisant découvrir des artistes en devenir ayant déjà une grosse expérience de la scène, qu'ils soient de renommée nationale ou internationale.
À l'origine, le festival avait pour but de se déplacer chaque année dans un lieu différent de l'agglomération. La première édition, en 2005, a ainsi eu lieu à Wimereux, mais il est aussi passé plus tard à Outreau, Saint-Martin-Boulogne et Boulogne-sur-Mer. En 2010, le Poulpaphone se pose sur le site de Garromanche entre Outreau et Boulogne-sur-Mer.

## Philosophie
Le Poulpaphone a pour but de présenter des artistes en devenir et de découvrir de nouveaux talents. Il a notamment accueilli, avant leur Victoire de la musique en 2013, des groupes comme Shaka Ponk en 2010 et Skip the Use en 2012, ainsi que Hocus Pocus en 2006 et Beat Torrent en 2007, ces deux derniers formant le groupe C2C qui a sorti son premier EP en 2012, « Down The Road ». En 2006, c'était Moriarty qui s'était produit sur la scène du Poulpaphone avant la sortie de leur album « Gee Whiz But This is a Lonesome Road » et la tournée mondiale qui suivit, ou encore Birdy Nam Nam avant la sortie de leur album coproduit avec Justice, « Manual for a Successful Rioting » et leur audience internationale grâce à Skrillex en 2012.

## Localisation
De 2010 à 2019, le Poulpaphone se déroule sur le site industriel de Garromanche, entre Outreau et Boulogne-sur-Mer. Il s'est installé dans les entrepôts de stockage au nord du site, afin de bénéficier d'un lieu à la fois original mais aussi modulable, permettant de retranscrire l'ambiance graphique créée chaque année pour le festival.
De 2021 à 2023, il se déroule sur le site de l'Éperon à Boulogne-sur-Mer.
À partir de 2024, le Poulpaphone a lieu en intérieur dans la nouvelle salle de spectacles L’Embarcadère récemment construite sur le site de l’Éperon.

## Éditions
La première édition du festival du Poulpaphone a lieu Salle Butel à Wimereux les 14, 15 et 16 octobre 2005. Mano Solo et Déportivo étaient en tête d'affiche.
L'édition 2016 réunit 5 600 festivaliers.
| Édition | Année | Dates                                                | Lieux                                                     | Artistes |
| ------- | ----- | ---------------------------------------------------- | --------------------------------------------------------- | --- |
| 1re     | 2005  | du 14 au 16 octobre                                  | Salle Butel à Wimereux                                    | Déportivo • Mano Solo |
| 2e      | 2006  | du 20 au 22 octobre                                  | Parc du Mont Soleil à Outreau                             | Fancy • Guerilla Poubelle • Jim Murple Memorial • Birdy Nam Nam (1ère participation)                                                                               |
| 3e      | 2007  | du 12 au 14 octobre                                  | Zone Industrielle de l'Inquéterie à Saint-Martin-Boulogne | Beat Torrent • Psykup • Queen Adreena |
| 4e      | 2008  | du 10 au 12 octobre                                  | Place de la République à Boulogne-sur-Mer                 | High Tone • Ultra Vomit • EZ3kiel (1ère participation) |
| 5e      | 2009  | du 9 au 11 octobre                                   | Site de l'hoverport de Boulogne-sur-Mer                   | Ebony Bones • Puppetmastaz • Akphaezya •The Black Seeds |
| 6e      | 2010  | du 8 au 10 octobre                                   | Site de Garromanche entre Outreau et Boulogne-sur-Mer     | Shaka Ponk • DJ Dee Nasty • Dub Trio |
| 7e      | 2011  | 14 et 15 octobre                                     | Site de Garromanche entre Outreau et Boulogne-sur-Mer     | Brigitte • Brisa Roché • King Charles |
| 8e      | 2012  | 5 et 6 octobre                                       | Site de Garromanche entre Outreau et Boulogne-sur-Mer     | Skip the Use • Triggerfinger • Dub Pistols • Étienne de Crécy, |
| 9e      | 2013  | 4 et 5 octobre                                       | Site de Garromanche entre Outreau et Boulogne-sur-Mer     | Balkan Beat Box • Girls in Hawaii • Puggy • Squarepusher |
| 10e     | 2014  | 3 et 4 octobre                                       | Site de Garromanche entre Outreau et Boulogne-sur-Mer     | Cécile Cassel • Kavinsky • Pigeon John • EZ3kiel (2ème participation)                                                                                              |
| 11e     | 2015  | 2 et 3 octobre                                       | Site de Garromanche entre Outreau et Boulogne-sur-Mer     | Fakear • Izïa Higelin • Jabberwocky • The Shoes |
| 12e     | 2016  | 30 septembre et 1er octobre                          | Site de Garromanche entre Outreau et Boulogne-sur-Mer     | JoeyStarr • Biga Ranx • Breakbot • General Elektriks (1ère participation) • Birdy Nam Nam (2ème participation)                                                     |
| 13e     | 2017  | 29 et 30 septembre                                   | Site de Garromanche entre Outreau et Boulogne-sur-Mer     | Roméo Elvis • Disiz • Mat Bastard • Inna de Yard • Poni Hoax • Acid Arab                                                                                           |
| 14e     | 2018  | 28 et 29 septembre                                   | Site de Garromanche entre Outreau et Boulogne-sur-Mer     | Clara Luciani • Eddy de Pretto • Némir • Therapie Taxi • Bagarre (1ère participation) Jeanne Added (1ère participation) • The Inspector Cluzo (1ère participation) |
| 15e     | 2019  | 27 et 28 septembre                                   | Site de Garromanche entre Outreau et Boulogne-sur-Mer     | Balthazar • Deluxe • Kadebostany • Kiddy Smile • Sin • Skip the Use • Tankus the Henge (1ère participation)                                                        |
| 16e     | 2020  | Festival annulé en raison de la pandémie de Covid-19 | Festival annulé en raison de la pandémie de Covid-19      | Festival annulé en raison de la pandémie de Covid-19 |
| 16e     | 2021  | 17 et 18 septembre                                   | Site de l'Éperon à Boulogne-sur-Mer                       | Youssoupha • Hervé • La Femme • Pongo • Requin Chagrin , |
| 17e     | 2022  | 16 et 17 septembre                                   | Site de l'Éperon à Boulogne-sur-Mer                       | Luv Resval • Ziak • Pierre de Maere • Aloïse Sauvage • Emilie Zoé • General Elektriks (2ème participation)                                                         |
| 18e     | 2023  | 8 et 9 septembre                                     | Site de l'Éperon à Boulogne-sur-Mer                       | Zola • Zaho de Sagazan • November • Shame • Kalika • Jeanne Added (2ème participation)                                                                             |
| 19e     | 2024  | 13 et 14 septembre                                   | Salle de spectacles L’Embarcadère sur le site de l’Éperon | Favé • Kerchak • Nuit Incolore • Ko Ko Mo • Johan Papaconstantino • Lucie Antunes • Yoa                                                                            |
| 20e     | 2025  | 12 et 13 septembre                                   | Salle de spectacles L’Embarcadère sur le site de l’Éperon | Naza • Miki • Kompromat • Tankus the Henge (2ème participation) • Bagarre (2ème participation) • The Inspector Cluzo (2ème participation)                          |